# Pierre Marchal
Pierre Henri Ghislain Marchal (Nieuwpoort, 26 juli 1933 - Doornik, 12 september 2017) was een Belgisch magistraat. Van 1998 tot 2003 was hij eerste voorzitter van het Hof van Cassatie.

## Biografie
Pierre Marchal promoveerde tot doctor in de rechten aan de Université libre de Bruxelles in 1956 en behaalde in 1966 aan deze universiteit een licentiaat in het notariaat. In 1963 werd hij substituut van de procureur des Konings in Doornik, in 1970 arbeidsauditeur in Doornik en in 1978 advocaat-generaal bij het hof van beroep in Bergen. In 1982 werd hij raadsheer in het Hof van Cassatie. In 1990 werd hij er voorzitter en in 1998 eerste voorzitter. Hij ging in 2003 met emeritaat.
In 1983 werd hij plaatsvervangend rechter bij het Benelux-Gerechtshof, in 1992 rechter en van 1997 tot 2000 was hij president ervan.

## Eretekens
- Grootlint in de Leopoldsorde.[2]
- Grootkruis in de Kroonorde.[2]
- Grootofficier in de Orde van de Eikenkroon.[2]
- Burgerkruis 1e klasse.[2]